# 宇部工業専門学校 (旧制)
| 宇部工業専門学校 （宇部工専） | 宇部工業専門学校 （宇部工専） |
| ----------------------------- | ----------------------------- |
| 創立                          | 1939年                        |
| 所在地                        | 山口県宇部市                  |
| 初代校長                      | 福井私城                      |
| 廃止                          | 1951年                        |
| 後身校                        | 山口大学                      |
| 同窓会                        | 常盤工業会                    |

宇部工業専門学校 （うべこうぎょうせんもんがっこう） は、1939年 （昭和14年） に創立された官立の旧制専門学校。創立時の名称は 「宇部高等工業学校」 （略称： 宇部高工）。

## 概要
- 戦時体制下の技術者拡充を図るため、1939年に増設された官立高等工業学校 7校の一つ （他の 6校は、室蘭、盛岡、多賀、大阪、新居浜、久留米）。
- 宇部高工創立時は、本科 （修業年限3年） に機械科・工作機械科・精密機械科・鉱山機械科・採鉱科を設置した （のちに工業化学科を増設）。
- 第二次世界大戦中の1944年に宇部工業専門学校と改称された。
- 学制改革で新制山口大学工学部の母体となった。
- 現存する新制国立宇部工業高等専門学校 （宇部高専） は別組織で、1961年に隣接地に開設された国立宇部工業短期大学の後身校である。
- 同窓会は 「社団法人 常盤工業会」 と称し、旧制・新制 （工学部） 合同の会となっている。

## 沿革

### 宇部高等工業学校時代
1938年、文部省は日本全国への高等工業学校の増設を計画した。山口県は山口市を候補地に推したが、山口市は創設費の負担に耐えられないとして辞退した。代わりに、鉱工業の隆盛で財政的に余裕のあった宇部市が候補地として名乗りを上げた。宇部市は土地38000坪・現金40万円の寄附を決め、山口県はこれに地元企業からの75万円・県からの40万円を加えたものを地元負担金として国に寄附申請した。
- 1939年3月31日： 文部省、新設高工 7校を発表。宇部への設置決定。
- 1939年5月22日： 文部省直轄諸学校官制改正で宇部高等工業学校設置 （勅令第336号）。
  - 翌23日、規則制定。本科 （修業年限3年） に機械科・工作機械科・精密機械科・鉱山機械科・採鉱科を設置。
- 1939年7月10日： 新入生、仮寮 （理研金属合宿所）に入居。
  - 1年生は全寮制、2年生からは下宿可とされた。
- 1939年11月27日： 校舎第1期工事起工。
- 1940年4月24日： 常盤台の新校舎に移転。
- 1940年7月： 寮歌発表。『栄枯は夢か幻か』 （森川晃卿 作詞、大中寅二 作曲）
- 1941年12月26日： 第1回卒業式。
  - 戦時措置による繰上卒業 （1942年から1945年は9月卒業）。
- 1942年2月2日： 常盤寮第6寮火災。
- 1942年4月1日： 本科に工業化学科を増設。

### 宇部工業専門学校時代
- 1944年4月1日： 宇部工業専門学校と改称 （3月28日勅令第165号）。
  - 本科学科： 機械科A （旧機械科）・機械科B （旧工作機械科）・機械科C （旧精密機械科）・鉱山機械科・採鉱科・化学工業科 （旧工業化学科）。
- 1944年4月14日： 工業教員養成所 （機械科） を併設。
- 1945年12月4日： 学生大会、軍国主義教官排斥を要求するストライキを決議。
- 1946年1月10日： 本科 鉱山機械科を建設機械科に改組。
- 1946年1月： 化学工業専修科 （1年制） を設置。
- 1946年4月1日： 本科 機械科C を機械科精密機械分科に改組。
  - 工業教員養成所に化学工業科・建設機械科を増設。
- 1947年4月1日： 本科 建設機械科を土木科に改組。
- 1949年5月31日： 新制山口大学発足。
  - 宇部工専は工学部 （機械工学科・鉱山学科・工業化学科・土木工学科） の母体として包括された。
- 1951年3月31日： 宇部工業専門学校 （旧制）、廃止。

## 校地
宇部高等工業学校創設時は、宇部市内の鵜ノ島小学校校舎を仮校舎として使用した。翌 1940年4月に、宇部市常盤台の新校舎が完成し移転した （「常盤台」 は福井校長による命名）。常盤台校地は新制山口大学工学部に引き継がれ、現在に至っている。

## 歴代校長
- 初代： 福井私城 （1939年5月 - 1943年6月）
  - 前・東京工業大学予備部主事。東京府立航空高等工業学校校長に転じた。
- 第2代： 村山梅吉 （1943年6月 - 1949年6月20日死去）
  - 山口大学工学部 初代学部長
- 第3代： 松山基範 （1949年6月 - 1949年11月）
  - 山口大学 初代学長
- 第4代： 田中重芳 （1949年11月 - 1951年3月）
  - 元・神戸工業専門学校校長。

## 著名な出身者
山口大学の人物一覧を参照

## 関連書籍
- 山口大学工学部創立五十周年記念事業会記念史部会（編）　『山口大学工学部五十年』　東洋図書出版、1990年10月。